# Erzincan (provins)

Karta över Turkiet med Erzincan markerat.

Erzincan är en provins i den östra delen av Turkiet. Den har totalt 243 399 invånare (2022) och en area på 11 619 km². Provinshuvudstad är Erzincan.